# Bikežda
Bikežda (mađ. Somogybükkösd) je selo u južnoj zapadnoj Mađarskoj.
Zauzima površinu od 11,80 km četvornih.

## Zemljopisni položaj
Nalazi se na 46° 17′ 55,18″ sjeverne zemljopisne širine i 16° 59′ 8,99″ istočne zemljopisne dužine. 
Zakon je južno-jugozapadno, Zákányfalu i Tiluš su jugozapadno, Blezna je sjeverozapadno, Šur je sjeverno-sjeverozapadno, Nemespátró je sjeverno-sjeveroistočno, Supal, Porrog i Sekral su jugoistočno

## Upravna organizacija
Nalazi se u Čurgujskoj mikroregiji u Šomođskoj županiji. Poštanski broj je 8858.

## Promet
4,5 km južno od sela prolazi željeznička pruga Velika Kaniža – Pečuh. 

## Stanovništvo
Bikežda ima 114 stanovnika (2001.). Skoro svi su Mađari.

## Vanjske poveznice
- (mađarski) Somogybükkösd hivatalos honlapja
- (mađarski) Somogybükkösd a Vendégvárón  Arhivirana inačica izvorne stranice od 31. kolovoza 2010. (Wayback Machine)